# Laphria triangularis
Laphria triangularis là một loài ruồi trong họ Asilidae. Laphria triangularis được Walker miêu tả năm 1855. Loài này phân bố ở miền Ấn Độ - Mã Lai.